# Koloniaal Missie-tijdschrift
Koloniaal Missie-tijdschrift was een orgaan van de Indische Missie-Vereeniging en verscheen maandelijks tussen 1931 en 1941. Het in Nederland gepubliceerde tijdschrift was een middel van de Indische Missie-Vereeniging om aandacht te genereren voor katholieke missiën in de Nederlandse koloniën en aan missiën in het algemeen.
In het tijdschrift kwamen diverse onderwerpen over de missiën aan bod. Hoofdzakelijk richtten de bijdragen zich op de werkzaamheden van missionarissen. Het blad besteedde tevens aandacht aan de handhaving van de rechten van missionarissen en rol die hierbij zou zijn weggelegd voor de Nederlandse regering. Daarnaast bevatte het tijdschrift een ledenlijst van het hoofdbestuur van de Indische Missie-Vereeniging en een lijst van ingekomen giften. In de rubriek ‘Uit de Missiën’ werd missienieuws besproken. Bijdragen over de geschiedenis van de verschillende missieposten en beschouwende artikelen over missie en zending of over koloniale staatkunde werden geschreven door priesters, fraters, broeder en zusters die in de missie actief waren. Het tijdschrift bevatte naast tekst illustraties en tabellen.